# Mesabolivar maxacali
Mesabolivar maxacali is een spinnensoort uit de familie trilspinnen (Pholcidae). De soort komt voor in Brazilië. 